# Kacafura
Kacafura je priimek v Sloveniji, ki ga je po podatkih Statističnega urada Republike Slovenije na dan 1. januarja 2010 uporabljalo 24 oseb.

## Znani nosilci priimka
- Irena Porekar Kacafura, restavratorka
- Anže Kacafura - Cazzafura, reper
- Damjana Kacafura (*1980), deskarka na snegu
- Miha Kacafura, fotograf